# Протести проти діяльності російських банків в Україні

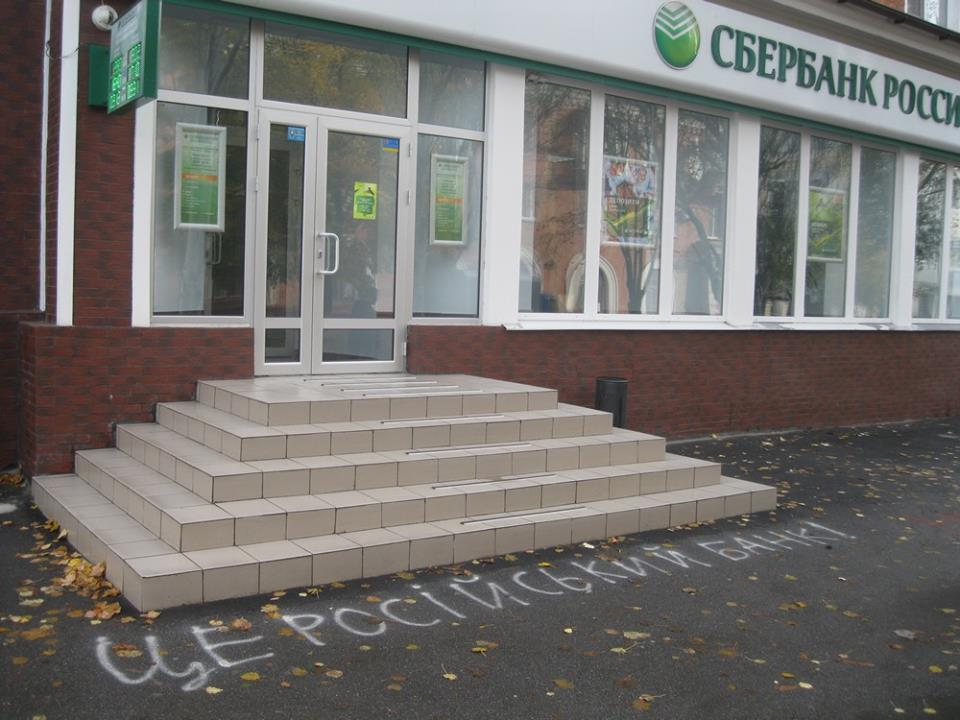
Напис «це російський банк» біля входу до відділення «Сбербанку Росії» в Олександрії

Протести проти діяльності російських банків в Україні — громадські акції під час російської збройної агресії проти України, направлені на припинення діяльності російських банків в Україні. Ігнорування владними структурами невдоволення присутністю російських банків призвело до ряду акцій підпалення та замуровування банківських відділень.

## Передумови
Російський капітал в українському фінансовому секторі представлений банками «Сбербанк», «Промінвестбанк», «ВТБ».

## Спроби банків уникнути протестних акцій
З початком проведення акцій відділення «Сбербанк Росії» оперативно замінили вивіски на «Сбербанк».
Після визнання в Росії «паспортів» терористичних квазідержав «ДНР» та «ЛНР» українські філії Сбербанку пояснили, що рішення про обслуговування людей із паспортами терористичних організацій «ДНР» і «ЛНР» поширюється лише на материнський банк у Росії. Тим не менше, після визнання в Росії «паспортів» квазідержав акції проти російських банків набули більш жорстких форм.

## Акції
5 серпня 2014 невідомі у Миколаєві закидали коктейлями Молотова два відділення «Сбербанку Росії».
22 лютого 2016 невідомі підпалили декілька відділень російських банків у Львові.
Протести почастішали та набули більш жорстких форм після визнання в Росії «паспортів» терористичних квазідержав «ДНР» та «ЛНР».
2 лютого 2017 близько сотні активістів у Києві заклеїли стіни банків «Сбербанк» та «Промінвестбанк» плакатами і стікерами, а також залили входи до них червоною фарбою та заблокували двері залізними «їжаками», виготовленими на місці.
13 березня у Києві активісти заклали цеглою вхід в один з офісів Сберанку Росії та вимагали позбавити його ліцензії.
18 березня 2017 у Тернополі активісти громадських організацій провели акцію протесту проти діяльності російських банків і заклали цеглою відділення Сбербанку.
20 березня у Краматорську вхід у будівлю «Сбербанку» заклали шлакоблоками.
21 березня в Запоріжжі заблокували вхід до офісу «Сбербанку» та вивісили на огорожі банери «Вхід лише за паспортами ЛНР-ДНР» та інші.

## Наслідки
19 березня 2017 заступник голови Національного банку України Катерина Рожкова заявила: «Ми абсолютно точно знаємо, що всі банки з російським державним капіталом, які працюють сьогодні в Україні, ведуть переговори про потенційно можливий продаж».

## Реакція

### Реакція в Україні
16 березня 2017 Президент України Петро Порошенко затвердив санкції строком на один рік проти російських банків на території України, ввівши у дію відповідне рішення РНБО. Санкції застосовані до банків «Сбербанк», «ВіЕс Банк», «Акціонерний комерційний промислово-інвестиційний банк», «ВТБ БАНК», «БМ БАНК».

### Реакція в Росії
16 березня 2017 року російський Сбербанк в Україні припинив обслуговування кредитних карток.
17 березня депутати Держдуми Росії виказали намір прийняти звернення до парламентів європейських держав і Генерального секретаря Ради Європи із закликом припинити агресію по відношенню до російських банків в Україні і дати адекватну оцінку діям київської влади.
21 березня Герман Греф заявив про пошук російським Сбербанком шляхів швидкого виходу з України.